# Tricalysia
Genre
Tricalysia est un genre de plantes appartenant à la famille des Rubiacées (Rubiaceae). 

## Description
La plupart des espèces appartenant au genre Tricalysia sont de petits arbustes à feuilles caduques ou persistantes selon les espèces. Les inflorescences des plantes du genre Tricalysia sont axiliaires et sessiles. La majorité des plantes de ce genre possède des fleurs parfumées de couleur blanche, crème ou rosée.

## Liste des espèces, sous-espèces et variétés
Selon Catalogue of Life (24 juillet 2017) :
- Tricalysia achoundongiana Robbr., Sonké & Kenfack
- Tricalysia aciculiflora Robbr.
- Tricalysia acocantheroides K.Schum.
- Tricalysia allocalyx Robbr.
- Tricalysia ambrensis Ranariv. & De Block
- Tricalysia amplexicaulis Robbr.
- Tricalysia analamazaotrensis Homolle ex Ranariv. & De Block
- Tricalysia angolensis A.Rich. ex DC.
- Tricalysia anomala E.A.Bruce
- Tricalysia atherura N.Hallé
- Tricalysia bagshawei S.Moore
- Tricalysia biafrana Hiern
- Tricalysia bifida De Wild.
- Tricalysia boiviniana (Baill.) Ranariv. & De Block
- Tricalysia bridsoniana Robbr.
- Tricalysia capensis (Meisn. ex Hochst.) Sim
- Tricalysia congesta (Oliv.) Hiern
- Tricalysia coriacea (Benth.) Hiern
- Tricalysia cryptocalyx Baker
- Tricalysia dauphinensis Ranariv. & De Block
- Tricalysia delagoensis Schinz
- Tricalysia elegans Robbr.
- Tricalysia elliottii (K.Schum.) Hutch. & Dalziel
- Tricalysia fangana (N.Hallé) Robbr.
- Tricalysia faranahensis Aubrév. & Pellegr.
- Tricalysia ferorum Robbr.
- Tricalysia fililoba K.Krause
- Tricalysia gilchristii Brenan
- Tricalysia griseiflora K.Schum.
- Tricalysia hensii De Wild.
- Tricalysia humbertii Ranariv. & De Block
- Tricalysia idiura N.Hallé
- Tricalysia ignota Bridson
- Tricalysia jasminiflora (Klotzsch) Benth. & Hook.f. ex Hiern
- Tricalysia kivuensis Robbr.
- Tricalysia landanensis R.D.Good
- Tricalysia lasiodelphys (K.Schum. & K.Krause) A.Chev.
- Tricalysia ledermannii K.Krause
- Tricalysia lejolyana Sonké & Cheek
- Tricalysia leucocarpa (Baill.) Ranariv. & De Block
- Tricalysia lineariloba Hutch.
- Tricalysia longipaniculata R.D.Good
- Tricalysia longituba De Wild.
- Tricalysia madagascariensis (Drake ex Dubard) A.Chev.
- Tricalysia majungensis Ranariv. & De Block
- Tricalysia micrantha Hiern
- Tricalysia microphylla Hiern
- Tricalysia niamniamensis Schweinf. ex Hiern
- Tricalysia obanensis Keay
- Tricalysia obstetrix N.Hallé
- Tricalysia okelensis Hiern
- Tricalysia oligoneura K.Schum.
- Tricalysia orientalis Ranariv. & De Block
- Tricalysia pallens Hiern
- Tricalysia pangolina N.Hallé
- Tricalysia parva Keay
- Tricalysia patentipilis K.Krause
- Tricalysia pedicellata Robbr.
- Tricalysia pedunculosa (N.Hallé) Robbr.
- Tricalysia perrieri Homolle ex Ranariv. & De Block
- Tricalysia potamogala N.Hallé
- Tricalysia pynaertii De Wild.
- Tricalysia repens Robbr.
- Tricalysia reticulata (Benth.) Hiern
- Tricalysia revoluta Hutch.
- Tricalysia schliebenii Robbr.
- Tricalysia semidecidua Bridson
- Tricalysia soyauxii K.Schum.
- Tricalysia subsessilis K.Schum.
- Tricalysia sylvae Robbr.
- Tricalysia trachycarpa Robbr.
- Tricalysia vadensis Robbr.
- Tricalysia vanroechoudtii (Lebrun ex Van Roech.) Robbr.
- Tricalysia velutina Robbr.
- Tricalysia verdcourtiana Robbr.
- Tricalysia wernhamiana (Hutch. & Dalziel) Keay
- Tricalysia yangambiensis (N.Hallé) Robbr.
- Tricalysia zambesiaca Robbr.

Selon GRIN (24 juillet 2017) :
- Tricalysia dubia (Lindl.) Ohwi

Selon NCBI (24 juillet 2017) :
- Tricalysia achoundongiana
- Tricalysia aciculiflora
- Tricalysia acocantheroides
- Tricalysia ambrensis
- Tricalysia analamazaotrensis
- Tricalysia angolensis
- Tricalysia anomala
  - variété Tricalysia anomala var. guineensis
- Tricalysia bagshawei
- Tricalysia boiviniana
- Tricalysia bridsoniana
- Tricalysia capensis
- Tricalysia congesta
  - sous-espèce Tricalysia congesta subsp. congesta
- Tricalysia cryptocalyx
- Tricalysia dauphinensis
- Tricalysia delagoensis
- Tricalysia elliottii
- Tricalysia griseiflora
  - variété Tricalysia griseiflora var. barotseana
- Tricalysia jasminiflora
- Tricalysia leucocarpa
- Tricalysia madagascariensis
- Tricalysia majungensis
- Tricalysia microphylla
- Tricalysia niamniamensis
- Tricalysia okelensis
- Tricalysia orientalis
- Tricalysia pallens
- Tricalysia perrieri
  - sous-espèce Tricalysia perrieri subsp. antsalovensis
- Tricalysia schliebenii
- Tricalysia semidecidua
- Tricalysia verdcourtiana
- Tricalysia zambesiaca

Selon The Plant List (24 juillet 2017) :
- Tricalysia achoundongiana Robbr., Sonké & Kenfack
- Tricalysia aciculiflora Robbr.
- Tricalysia acocantheroides K.Schum.
- Tricalysia allocalyx Robbr.
- Tricalysia ambrensis Ranariv. & De Block
- Tricalysia amplexicaulis Robbr.
- Tricalysia analamazaotrensis Homolle ex Ranariv. & De Block
- Tricalysia angolensis A.Rich. ex DC.
- Tricalysia anomala E.A.Bruce
- Tricalysia atherura N.Hallé
- Tricalysia bagshawei S.Moore
- Tricalysia biafrana Hiern
- Tricalysia bifida De Wild.
- Tricalysia boiviniana (Baill.) Ranariv. & De Block
- Tricalysia bridsoniana Robbr.
- Tricalysia capensis (Meisn. ex Hochst.) Sim
- Tricalysia congesta (Oliv.) Hiern
- Tricalysia coriacea (Benth.) Hiern
- Tricalysia cryptocalyx Baker
- Tricalysia dauphinensis Ranariv. & De Block
- Tricalysia delagoensis Schinz
- Tricalysia elegans Robbr.
- Tricalysia elliottii (K.Schum.) Hutch. & Dalziel
- Tricalysia fangana (N.Hallé) Robbr.
- Tricalysia faranahensis Aubrév. & Pellegr.
- Tricalysia ferorum Robbr.
- Tricalysia fililoba K.Krause
- Tricalysia gilchristii Brenan
- Tricalysia griseiflora K.Schum.
- Tricalysia hensii De Wild.
- Tricalysia humbertii Ranariv. & De Block
- Tricalysia idiura N.Hallé
- Tricalysia ignota Bridson
- Tricalysia jasminiflora (Klotzsch) Benth. & Hook.f. ex Hiern
- Tricalysia kivuensis Robbr.
- Tricalysia landanensis R.D.Good
- Tricalysia lasiodelphys (K.Schum. & K.Krause) A.Chev.
- Tricalysia ledermannii K.Krause
- Tricalysia lejolyana Sonké & Cheek
- Tricalysia leucocarpa (Baill.) Ranariv. & De Block
- Tricalysia lineariloba Hutch.
- Tricalysia longipaniculata R.D.Good
- Tricalysia longituba De Wild.
- Tricalysia madagascariensis (Drake ex Dubard) A.Chev.
- Tricalysia majungensis Ranariv. & De Block
- Tricalysia micrantha Hiern
- Tricalysia microphylla Hiern
- Tricalysia niamniamensis Schweinf. ex Hiern
- Tricalysia obanensis Keay
- Tricalysia obstetrix N.Hallé
- Tricalysia okelensis Hiern
- Tricalysia oligoneura K.Schum.
- Tricalysia orientalis Ranariv. & De Block
- Tricalysia pallens Hiern
- Tricalysia pangolina N.Hallé
- Tricalysia parva Keay
- Tricalysia patentipilis K.Krause
- Tricalysia pedicellata Robbr.
- Tricalysia pedunculosa (N.Hallé) Robbr.
- Tricalysia perrieri Homolle ex Ranariv. & De Block
- Tricalysia potamogala N.Hallé
- Tricalysia pynaertii De Wild.
- Tricalysia repens Robbr.
- Tricalysia reticulata (Benth.) Hiern
- Tricalysia revoluta Hutch.
- Tricalysia schliebenii Robbr.
- Tricalysia semidecidua Bridson
- Tricalysia soyauxii K.Schum.
- Tricalysia subsessilis K.Schum.
- Tricalysia sylvae Robbr.
- Tricalysia tinagoensis Elmer
- Tricalysia trachycarpa Robbr.
- Tricalysia vadensis Robbr.
- Tricalysia vanroechoudtii (Lebrun ex Van Roech.) Robbr.
- Tricalysia velutina Robbr.
- Tricalysia verdcourtiana Robbr.
- Tricalysia wernhamiana (Hutch. & Dalziel) Keay
- Tricalysia yangambiensis (N.Hallé) Robbr.
- Tricalysia zambesiaca Robbr.

Selon Tropicos (24 juillet 2017) (Attention liste brute contenant possiblement des synonymes) :
- Tricalysia abnormis (Korth.) Merr.
- Tricalysia achoundongiana Robbr., Sonké & Kenfack
- Tricalysia aciculiflora Robbr.
- Tricalysia acidophylla Robbr.
- Tricalysia acocantheroides K. Schum.
- Tricalysia aequatoria Robbr.
- Tricalysia africana (Sim) Robbr.
- Tricalysia allenii (Stapf) Brenan
- Tricalysia allocalyx Robbr.
- Tricalysia ambrensis Randriamb. & De Block
- Tricalysia amplexicaulis Robbr.
- Tricalysia analamazaotrensis Homolle ex Randriamb. & De Block
- Tricalysia andongensis Hiern
- Tricalysia angolensis A. Rich. ex DC.
- Tricalysia anomala E.A. Bruce
- Tricalysia anomalura N. Hallé
- Tricalysia apiocarpa (Dalzell ex Hook. f.) Gamble
- Tricalysia atherura N. Hallé
- Tricalysia attenuata Hutch.
- Tricalysia aulacosperma Robbr.
- Tricalysia aurantiodora De Wild.
- Tricalysia auriculata Keay
- Tricalysia bagshawei S. Moore
- Tricalysia barumbuensis De Wild.
- Tricalysia batesii A. Chev.
- Tricalysia beccariana (King & Gamble) Hand.-Mazz.
- Tricalysia benguellensis Welw. ex Hiern
- Tricalysia bequaertii De Wild.
- Tricalysia biafrana Hiern
- Tricalysia bifida De Wild.
- Tricalysia boiviniana (Baill.) Randriamb. & De Block
- Tricalysia borneensis Merr.
- Tricalysia bracteata Hiern
- Tricalysia breteleri Robbr.
- Tricalysia bridsoniana Robbr.
- Tricalysia bussei K. Schum.
- Tricalysia buxifolia Hiern
- Tricalysia cacondensis Hiern
- Tricalysia capensis Sim
- Tricalysia chevalieri K. Krause
- Tricalysia coffeoides (A. Chev.) Hutch. & Dalziel
- Tricalysia concolor N. Hallé
- Tricalysia congesta (Oliv.) Hiern
- Tricalysia corbisieri De Wild.
- Tricalysia coriacea (Benth.) Hiern
- Tricalysia coriaceoides De Wild.
- Tricalysia crassifolia (Klotzsch) Benth. & Hook. f. ex Hiern
- Tricalysia crepiniana De Wild. & T. Durand
- Tricalysia cryptocalyx Baker
- Tricalysia cuneifolia Baker
- Tricalysia dalzellii (Thwaites) Alston
- Tricalysia dauphinensis Randriamb. & De Block
- Tricalysia davyi S. Moore
- Tricalysia deightonii Brenan
- Tricalysia delagoensis Schinz
- Tricalysia depauperata Hutch.
- Tricalysia dewevrei De Wild. & T. Durand
- Tricalysia discolor Brenan
- Tricalysia djumaensis De Wild.
- Tricalysia djurensis Schweinf. ex Hiern
- Tricalysia dubia (Lindl.) Ohwi
- Tricalysia dundensis Cavaco
- Tricalysia dundusanensis De Wild.
- Tricalysia ealensis Wernham
- Tricalysia elegans Robbr.
- Tricalysia elliotii (K. Schum.) Hutch. & Dalziel
- Tricalysia elliottii (K. Schum.) Hutch. & Dalziel
- Tricalysia engleri (K. Krause) A. Chev.
- Tricalysia erythrospora (Thwaites) Alston
- Tricalysia fangana (N. Hallé) Robbr.
- Tricalysia faranahensis Aubrév. & Pellegr.
- Tricalysia fasciculiflora (Elmer) Merr.
- Tricalysia ferorum Robbr.
- Tricalysia filiformistipulata (De Wild.) Brenan
- Tricalysia fililoba K. Krause
- Tricalysia floribunda (Harv.) Stuntz
- Tricalysia fruticosa (Hemsl.) K. Schum. ex E. Pritz.
- Tricalysia gabonica Hiern
- Tricalysia galpinii Schinz
- Tricalysia gilchristii Brenan
- Tricalysia gilletii De Wild.
- Tricalysia glabra K. Schum.
- Tricalysia gossweileri S. Moore
- Tricalysia griseiflora K. Schum.
- Tricalysia hensii De Wild.
- Tricalysia hookeri Hutch. & Dalziel
- Tricalysia humbertii Randriamb. & De Block
- Tricalysia idiura N. Hallé
- Tricalysia ignota Bridson
- Tricalysia jasminiflora (Klotzsch) Benth. & Hook. f. ex Hiern
- Tricalysia javanica (Miq.) Koord.
- Tricalysia junodii (Schinz) Brenan
- Tricalysia katangensis De Wild.
- Tricalysia kirkii Hiern
- Tricalysia kivuensis Robbr.
- Tricalysia kraussiana (Hochst.) Schinz
- Tricalysia lanceolata (Sond.) Burtt Davy
- Tricalysia landanensis R.D. Good
- Tricalysia lasiodelphys (K. Schum. & K. Krause) A. Chev.
- Tricalysia lastii K. Schum.
- Tricalysia laui Merr.
- Tricalysia laurentii De Wild.
- Tricalysia lecomteana Pierre ex Pellegr.
- Tricalysia ledermannii K. Krause
- Tricalysia legatii Hutch.
- Tricalysia lejolyana Sonké & Cheek
- Tricalysia leucocarpa (Baill.) Randriamb. & De Block
- Tricalysia ligustrina S. Moore
- Tricalysia lineariloba Hutch.
- Tricalysia longipaniculata R.D. Good
- Tricalysia longistipulata (De Wild. & T. Durand) De Wild. & T. Durand
- Tricalysia longituba De Wild.
- Tricalysia lutea Hand.-Mazz.
- Tricalysia macrochlamys (K. Schum.) A. Chev.
- Tricalysia macrophylla K. Schum.
- Tricalysia madagascariensis (Drake ex Dubard) A. Chev.
- Tricalysia majungensis Randriamb. & De Block
- Tricalysia malaccensis (Hook. f.) Merr.
- Tricalysia maputensis Bridson & A.E. van Wyk
- Tricalysia mechowiana K. Schum.
- Tricalysia micrantha Hiern
- Tricalysia microphylla Hiern
- Tricalysia milanjiensis S. Moore
- Tricalysia mildbraedii Keay
- Tricalysia mollissima (Hutch.) H.H. Hu
- Tricalysia mortehanii De Wild.
- Tricalysia mucronulata K. Schum.
- Tricalysia myrtifolia S. Moore
- Tricalysia negrosensis Elmer
- Tricalysia ngalaensis Robbr.
- Tricalysia niamniamensis Schweinf. ex Hiern
- Tricalysia nogueirae Robbr.
- Tricalysia nyassae Hiern
- Tricalysia obanensis Keay
- Tricalysia oblanceolata Hutch. & Dalziel
- Tricalysia obstetrix N. Hallé
- Tricalysia odoratissima K. Schum.
- Tricalysia okelensis Hiern
- Tricalysia oligoneura K. Schum.
- Tricalysia orientalis Randriamb. & De Block
- Tricalysia ovalifolia Hiern
- Tricalysia pachystigma K. Schum.
- Tricalysia pallens Hiern
- Tricalysia pangaensis De Wild.
- Tricalysia pangolina N. Hallé
- Tricalysia paroissei Aubrév. & Pellegr.
- Tricalysia parva Keay
- Tricalysia parvifolia (Kuntze) Merr.
- Tricalysia patentipilis K. Krause
- Tricalysia pavettoides (Harv.) Burtt Davy
- Tricalysia pedicellata Robbr.
- Tricalysia pedunculosa (N. Hallé) Robbr.
- Tricalysia perrieri Homolle ex Randriamb. & De Block
- Tricalysia petiolata De Wild.
- Tricalysia pleiomera Hutch.
- Tricalysia pluriovulata K. Schum. ex Hoyle
- Tricalysia pobeguinii Hutch. & Dalziel
- Tricalysia potamogala N. Hallé
- Tricalysia pseudoreticulata Aubrév. & Pellegr.
- Tricalysia puberula Merr.
- Tricalysia purpurea Elmer
- Tricalysia pynaertii De Wild.
- Tricalysia ramosissima De Wild.
- Tricalysia reflexa Hutch.
- Tricalysia repens Robbr.
- Tricalysia reticulata (Benth.) Hiern
- Tricalysia revoluta Hutch.
- Tricalysia roseoides De Wild. & T. Durand
- Tricalysia ruandensis Bremek.
- Tricalysia sapinii De Wild.
- Tricalysia schliebenii Robbr.
- Tricalysia semidecidua Bridson
- Tricalysia sennii Chiov.
- Tricalysia seretii De Wild.
- Tricalysia sessilis (Elmer) Merr.
- Tricalysia singularis (Korth.) K. Schum.
- Tricalysia somaliensis Robbr.
- Tricalysia sonderiana Hiern
- Tricalysia sorsogonensis Elmer
- Tricalysia soyauxii K. Schum.
- Tricalysia spathicalyx (K. Schum.) A. Chev.
- Tricalysia sphaerocarpa (Dalzell ex Hook. f.) Gamble
- Tricalysia subsessilis K. Schum.
- Tricalysia sudanica A. Chev.
- Tricalysia suffruticosa Hutch.
- Tricalysia sylvae Robbr.
- Tricalysia syrmanthera Hiern
- Tricalysia talbotii (Wernham) Keay
- Tricalysia tinagoensis Elmer
- Tricalysia toupetou Aubrév. & Pellegr.
- Tricalysia trachycarpa Robbr.
- Tricalysia trilocularis (Scott-Elliot) Hutch. & Dalziel
- Tricalysia vadensis Robbr.
- Tricalysia vanroechoudtii (Lebrun ex Van Roech.) Robbr.
- Tricalysia velutina Robbr.
- Tricalysia verdcourtiana Robbr.
- Tricalysia versteegii Valeton
- Tricalysia vignei Aubrév. & Pellegr.
- Tricalysia viridiflora (DC.) Masam.
- Tricalysia welwitschii K. Schum.
- Tricalysia wernhamiana (Hutch. & Dalziel) Keay
- Tricalysia whitfordii (Elmer) Merr.
- Tricalysia yangambiensis (N. Hallé) Robbr.
- Tricalysia zambesiaca Robbr.